# اشنور کائور
اشنور کائور (انگلیسی: Ashnoor Kaur)؛ (زادهٔ ۳ مهٔ ۲۰۰۴) یک بازیگر هندی است. او با نقش آفرینی در چند سریال تلویزیونی از جمله داستان یک زن شجاع، ملکه جانسی، اسم این رابطه چیه؟ و پاتیالا بیبز (Patiala Babes) بهتر شناخته شده‌است. در سال ۲۰۱۸، اولین بازی خود در بالیوود را با ایفای نقش فرعی در فیلم‌های سانجو و آرزوی قلبی انجام داد.

## فیلم‌شناسی
تلویزیون
| سال       | نام                           | نقش                  | مرجع. |
| --------- | ----------------------------- | -------------------- | ----- |
| ۲۰۰۹–۲۰۱۰ | داستان یک زن شجاع، ملکه جانسی | پراچی                | [ ۵ ] |
| ۲۰۱۵      | سیاست                         | ممتاز محل            | [ ۶ ] |
| ۲۰۱۵–۲۰۱۶ | اسم این رابطه چیه؟            | نایرا سینگانیای جوان | [ ۷ ] |

فیلم ها
| سال  | نام        | نقش           | نکات               | مرجع. |
| ---- | ---------- | ------------- | ------------------ | ----- |
| ۲۰۱۸ | سانجو      | پریا دات جوان | نقش فرعی قابل توجه | [ ۸ ] |
| ۲۰۱۸ | آرزوی قلبی | کیران بگا     | حضور ویژه          | [ ۹ ] |